# Mary Gauthier
Mary Gauthier   (Nova Orleans, 11 de març de 1962) és una cantautora estatunidenca de gènere country i folk. Les seves cançons han estat interpretades per artistes com Tim McGraw, Blake Shelton, Kathy Mattea, Boy George, Jimmy Buffett, Bettye Lavette, Candi Staton i Amy Helm.

## Biografia
Gauthier va passar el primer any de la seva vida en un asil després de ser abandonada. Adoptada per una parella italiana de Thibodaux (Lousiana), el seu pare era alcohòlic. "Jo era una noia gai, cosa que no volia. Aleshores, els infants gais érem maltractats, alguns es van acabar suïcidant. Era horrible i només volia fugir d'això”. Va marxar de casa als quinze anys i va caure en les drogues i l'alcohol. A l'edat adulta, va comunicar-se amb la seva mare biològica només un cop per telèfon, sense que es perllongués el contacte. Els anys següents els va passar fent rehabilitació, vivint en cases d'amics i en el seu divuitè aniversari, en una cel·la a la presó. Aquestes experiències li van proporcionar matèria en les seves cançons anys més tard, cançons que tracten sovint la marginació, la superació de les addiccions i les adversitats de créixer com a dona lesbiana a l'Amèrica profunda.
Més endavant, es va matricular a la universitat en filosofia però va abandonar la carrera el darrer any. Va treballar en un restaurant i va obtenir suport financer per obrir-ne un de propi a Boston, que el va anomenar "Dixie Kitchen", com el títol del que seria el seu primer disc. La nit de la inauguració, el 12 de juliol de 1990, va ser arrestada per conduir èbria. Des de llavors va deixar les seves addiccions amb l'alcohol, la cocaïna i l'heroïna. Als trenta-dos anys, mentre gestionava el restaurant, començà a escriure cançons.

### Carrera musical
Després d'haver gravat Dixie Kitchen, Gauthier, va vendre la seva part al restaurant per finançar el seu segon àlbum Drag Queens in Limousines (1998), guanyant diversos reconeixements. Després de traslladar-se a Nashville el 2001, va treure el tercer àlbum, Filth and Fire (2002). Amb la discogràfica Highway va llençar Mercy Now guanyant molts reconeixements, arribant a la llista dels deu millors àlbums. i apareixent a diferents festivals com el Primavera Sound del 2003. També destaca el seu vuitè àlbum d'estudi, Trouble and Love (2014) i, sobretot, el seu àlbum nominat als Grammy Rifles & Rosary Beads (2018), una obra centrada en les víctimes de les guerres, els combatents i les seves famílies.
Gauthier ha guanyat premis de l'Associació Americana de Música, International Folk Music Awards, Independent Music Awards, GLAMA Awards i UK Americana Association.

## Discografia
- Dixie Kitchen (1997)
- Drag Queens in Limousines (1999)
- Filth and Fire (2002)
- Mercy Now (2005)
- Between Daylight And Dark (2007)
- Genesis (The early years) (2008)
- The Foundling (2010)
- The Foundling Alone (2011)
- Live at Blue Rock (2012)
- Trouble & love (2014)
- Rifles & Rosary beads (2018)
- Dark Enough to See the Stars (2022)